# Hörnle (Marbach am Neckar)
Hörnle ist ein Ortsteil von Marbach am Neckar im Landkreis Ludwigsburg in Baden-Württemberg.

## Geografie
Hörnle mit rund 1600 Einwohnern liegt im Süden Marbachs. Der Stadtteil wird durch den Eichgraben der Stadt von der Kernstadt Marbachs getrennt. Seit 1996 ist es aber durch einen 117 Meter langen Steg mit der Kernstadt verbunden. 

## Geschichte
Seit 1958 wird der im Vorjahr festgelegte Stadtteil bevölkert. In ihm leben vor allem Menschen, die in den Regionen von Stuttgart und Ludwigsburg keine Bleibe gefunden haben. Größtenteils kommen diese in Mietwohnungen unter. Hauptsächlich ist der Ort aber für seine  grüne Umgebung bekannt, die von den Bewohnern Marbachs sehr geschätzt wird.